# I Can Feel You
I Can Feel You è il primo singolo estratto dal quarto album in studio della cantautrice statunitense Anastacia, Heavy Rotation. Il singolo è stato pubblicato in tutte le radio del mondo a partire dal 26 agosto 2008, mentre il cd singolo è stato pubblicato il 10 ottobre 2008. Il video del singolo è stato presentato con un'anteprima di 20 secondi alla National Lottery; ed è stato pubblicato il 14 settembre.

## Il video
Il video è stato distribuito il 14 settembre 2008. È stato diretto da Christ Applebaum e filmato a Los Angeles, il video è diviso in quattro fasi in cui la protagonista è sempre Anastacia, senza una vera e propria trama. La prima parte tratta Anastacia sulla scena di un set fumoso con sfondo viola, indossando un vestito grigio. La seconda vede Anastacia indossando un vestito nero in pelle che si mette in posa su una sedia, con alle spalle delle luci verdi. La terza parte vede anastacia completamente nuda in una vasca da bagno, che copre il seno con le braccia. L'ultima scena vede anastacia indossare un secondo vestito argentato e un boa piumato, mentre balla e canta davanti ad una serranda. Queste quattro parti sono arricchite da foto del backstage del video e videoshoot contenenti la sorella, il marito ed il cane di Anastacia.

## Tracce
UK two-track promo CD single
1. I Can Feel You (radio edit) – 3:31
2. I Can Feel You (versione album) – 3:50

UK five-track promo CD single
1. I Can Feel You (Original Version) – 3:49
2. I Can Feel You (Max Sanna & Steve Pitron Radio Edit) – 3:34
3. I Can Feel You (Max Sanna & Steve Pitron Club Mix) – 7:54
4. I Can Feel You (Max Sanna & Steve Pitron Club Mix Radio Edit) – 3:33
5. I Can Feel You (Mousse T Remix) – 3:26

German CD single
1. I Can Feel You (versione album) – 3:50
2. I Can Feel You (strumentale) – 3:48

International CD single
1. I Can Feel You (versione album) – 3:50
2. I Can Feel You (Max Sanna & Steve Pitron Club Mix) – 7:54

International CD maxi single
1. I Can Feel You (Radio Edit) – 3:30
2. In Summer – 4:07
3. I Can Feel You (Max Sanna & Steve Pitron Club Mix) – 7:54
4. I Can Feel You (video edit)

Australian CD single
1. I Can Feel You (Radio Edit) – 3:30
2. I Can Feel You (Max Sanna & Steve Pitron Club Mix) – 7:54
3. In Summer – 4:07
4. I Can Feel You (video edit)

## Crediti
- Vocals: Anastacia
- Producers: Chuck Harmony
- Lead vocals produced by Sam Watters
- Recording: Chuck Harmony
- Mixing: Manny Marroquin at Larrabee Studios in Los Angeles, California
- Recorded at: The Carrington House in Atlanta, Georgia

## Classifiche
| Classifica (2008-9) | Posizione massima |
| ------------------- | ----------------- |
| Australia           | 31                |
| Austria             | 20                |
| Belgio (Flanders)   | 38                |
| Belgio (Vallonia)   | 33                |
| Europa              | 54                |
| Germania            | 25                |
| Italia              | 11                |
| Paesi Bassi         | 37                |
| Regno Unito         | 67                |
| Repubblica Ceca     | 57                |
| Slovacchia          | 5                 |
| Svezia              | 17                |
| Svizzera            | 27                |
| Ungheria            | 20                |

### Classifiche di fine anno
| Classifiche (2009) | Posizione |
| ------------------ | --------- |
| Ungheria           | 103       |